# 広野耕一
広野 耕一（ひろの こういち、1980年4月16日 - ）は、奈良県出身の元サッカー選手、サッカー指導者。現役時代のポジションはGK。

## 経歴
奈良育英高校の2、3年次に全国高校選手権に出場。特に3年の時には大会No.1GKの評価を受けるほど注目を集めた。
愛知学院大学卒業後、地元・奈良のスポーツジムでアルバイトをしながら、関西リーグ所属・アマチュアチームの高田FCでプレー。
2003年4月に大学関係者の紹介で名古屋グランパスエイトのテストを受けて合格し、プロ入りした苦労人である。
名古屋入団後、高校の先輩である日本代表・楢﨑正剛をはじめとした他のGKの厚い壁を越えられず、長年第3GKにとどまる。
2009年開幕時点で唯一出場したJ公式戦は、2004年9月4日のナビスコカップ準々決勝（vs鹿島アントラーズ）。
後半44分にGK川島永嗣の退場処分に伴い公式戦初出場を果たす。
直後、フェルナンドのPKを止め、2-1の勝利に貢献した。
2006年には横浜FCに期限付き移籍し、試合出場はなかったが、チームのJ1昇格を味わった。
2007年からは名古屋に復帰。
2009年7月29日、ナビスコカップ準々決勝第2戦のFC東京戦（瑞穂）で、日本代表として招集されていた楢﨑と、第1戦で5失点を許し、不調に陥っていた西村弘司に代わって公式戦初先発。第1戦の5失点が響いて準決勝進出はならなかったが、この試合としては、1失点に抑える2-1で勝利に貢献した。リーグ戦でも、怪我で離脱した楢﨑に代わり、8月30日のアルビレックス新潟戦（瑞穂）でリーグ戦初出場し、最後までゴールを許さず1-0で完封勝利を収めるなど貢献した。AFCチャンピオンズリーグ2009ではノックアウトステージの3試合に出場。しかし準決勝第1戦のアル・イテハド戦で6失点を喫して以降、楢﨑の復帰もあり、出場機会が再びなくなり、同年シーズンをもって現役を引退。2010年からは名古屋の下部組織でコーチを務めている。

## 所属クラブ
ユース経歴
- 上牧まきのはスポーツ少年団（上牧町立上牧小学校）
- 1993年 - 1995年 上牧町立上牧中学校
- 1996年 - 1998年 奈良育英高等学校
- 1999年 - 2002年 愛知学院大学

シニア経歴
- 2003年 高田FC
- 2003年5月 - 2009年 名古屋グランパスエイト/名古屋グランパス
  - 2006年 横浜FC（期限付き移籍）

## 個人成績
| 国内大会個人成績 | 国内大会個人成績 | 国内大会個人成績 | 国内大会個人成績 | 国内大会個人成績 | 国内大会個人成績 | 国内大会個人成績 | 国内大会個人成績 | 国内大会個人成績 | 国内大会個人成績 | 国内大会個人成績 | 国内大会個人成績 |
| 年度             | クラブ           | 背番号           | リーグ           | リーグ戦         | リーグ戦         | リーグ杯         | リーグ杯         | オープン杯       | オープン杯       | 期間通算         | 期間通算         |
| 年度             | クラブ           | 背番号           | リーグ           | 出場             | 得点             | 出場             | 得点             | 出場             | 得点             | 出場             | 得点             |
| 日本             | 日本             | 日本             | 日本             | リーグ戦         | リーグ戦         | リーグ杯         | リーグ杯         | 天皇杯           | 天皇杯           | 期間通算         | 期間通算         |
| ---------------- | ---------------- | ---------------- | ---------------- | ---------------- | ---------------- | ---------------- | ---------------- | ---------------- | ---------------- | ---------------- | ---------------- |
| 2003             | 高田             | 21               | 関西             |                  |                  | -                | -                | -                | -                |                  |                  |
| 2003             | 名古屋           | 36               | J1               | 0                | 0                | 0                | 0                | 0                | 0                | 0                | 0                |
| 2004             | 名古屋           | 36               | J1               | 0                | 0                | 1                | 0                | 0                | 0                | 1                | 0                |
| 2005             | 名古屋           | 36               | J1               | 0                | 0                | 0                | 0                | 0                | 0                | 0                | 0                |
| 2006             | 横浜FC           | 12               | J2               | 0                | 0                | -                | -                | 0                | 0                | 0                | 0                |
| 2007             | 名古屋           | 36               | J1               | 0                | 0                | 0                | 0                | 0                | 0                | 0                | 0                |
| 2008             | 名古屋           | 36               | J1               | 0                | 0                | 0                | 0                | 0                | 0                | 0                | 0                |
| 2009             | 名古屋           | 30               | J1               | 6                | 0                | 1                | 0                | 1                | 0                | 8                | 0                |
| 通算             | 日本             | 日本             | J1               | 6                | 0                | 2                | 0                | 1                | 0                | 9                | 0                |
| 通算             | 日本             | 日本             | J2               | 0                | 0                | -                | -                | 0                | 0                | 0                | 0                |
| 通算             | 日本             | 日本             | 関西             |                  |                  | -                | -                | -                | -                |                  |                  |
| 総通算           | 総通算           | 総通算           | 総通算           | 6                | 0                | 2                | 0                | 1                | 0                | 9                | 0                |

| 国際大会個人成績 | 国際大会個人成績 | 国際大会個人成績 | 国際大会個人成績 | 国際大会個人成績 |
| 年度             | クラブ           | 背番号           | 出場             | 得点             |
| AFC              | AFC              | AFC              | ACL              | ACL              |
| ---------------- | ---------------- | ---------------- | ---------------- | ---------------- |
| 2009             | 名古屋           | 30               | 3                | 0                |
| 通算             | AFC              | AFC              | 3                | 0                |

- Jリーグ初出場 - 2009年8月29日 J1第24節 vsアルビレックス新潟（名古屋市瑞穂公園陸上競技場）

## 代表・選抜歴
- U-15関西選抜
- U-22東海学生選抜

## 指導歴
- 2010年 - 名古屋グランパス 育成普及部スクールコーチ